# Risiocnemis seidenschwarzi
Espèce
Statut de conservation UICN

 CR B1ab(iii)+2ab(iii); D : 
En danger critique
Risiocnemis seidenschwarzi est une espèce de libellules de la famille des Platycnemididae, parmi les 40 espèces que compte le genre Risiocnemis. Elle fait partie de la liste des 100 espèces les plus menacées au monde établie par l'UICN en 2012.

## Répartition
Risiocnemis seidenschwarzi est endémique des Philippines, et plus particulièrement dans les environs de Cebu. 

## Étymologie
Son nom spécifique, seidenschwarzi, lui a été donné en l'honneur du Docteur Franz Seidenschwarz, en reconnaissance de son travail d'analyse et son aide à la restauration de ce qui reste de forêt primaire à Cebu.

## Habitat
Cette espèce vit dans les cours d'eau forestiers aux Philippines.

## Menaces et protection
Risiocnemis seidenschwarzi a une superficie très limitée pour la survie, elle est menacée par la destruction de son habitat, qui est très localisé, notamment par la récolte illégale de bois dans la région. Celui-ci pourrait être détruit via la pollution des eaux qui constituent son habitat naturel.